# Filmes de 1931 da Monogram Pictures

## Filmes do ano
| Título                    | Estrelado por       | Dirigido por         | Gênero   |
| ------------------------- | ------------------- | -------------------- | -------- |
| Dugan of the Badlands     | Bill Cody           | Robert N. Bradbury   | Faroeste |
| Forgotten Women           | Marion Shilling     | Richard Thorpe       | Drama    |
| Galloping Thru            | Tom Tyler           | Lloyd Nosler         | Faroeste |
| In Line of Duty           | Sue Carol           | Bert Glennon         | Drama    |
| Land of Wanted Men        | Bill Cody           | Harry Fraser         | Faroeste |
| Mother and Son            | Clara Kimball Young | John P. McCarthy     | Drama    |
| Oklahoma Jim              | Bill Cody           | Harry Fraser         | Faroeste |
| Partners of the Trail     | Tom Tyler           | Wallace Fox          | Faroeste |
| Ships of Hate             | Lloyd Hughes        | John P. McCarthy     | Drama    |
| The Man from Death Valley | Tom Tyler           | Lloyd Nosler         | Faroeste |
| The Montana Kid           | Bill Cody           | Harry Fraser         | Faroeste |
| Two-Fisted Justice        | Tom Tyler           | George Arthur Durlam | Faroeste |